# The Cry (miniserie)
The Cry —en español El llanto— es una miniserie de televisión australo-británica del género dramático, misterio y thriller psicológico dirigida por Glendyn Ivin, escrita por Jacquelin Perske basada en la novela homónima de la escritora "Helen FitzGerald" y protagonizada por Jenna Coleman y Ewen Leslie. Fue transmitida por el canal de televisión pública BBC One entre el 30 de septiembre y el 21 de octubre de 2018. La serie desarrolla la historia de la desaparición de un bebé en una pequeña ciudad costera la cual desencadena el colapso psicológico de su madre, quien se convierte en el centro de la especulación y el juicio de los medios de comunicación globales.

## Sinopsis
Joanna y Alistair son unos padres jóvenes que viajan de Escocia a un pueblo en Australia para visitar a su familia y pelear por la custodia de la hija de Alistair, Chloe, en contra de su exesposa australiana, Alexandra. En el camino de Melbourne hacia el pueblo costero de Wilde Bay, su bebé Noah desaparece. A raíz de la tragedia, bajo el escrutinio público, su relación colapsa y el estado psicológico de Joanna se desmorona.

## Reparto
- Jenna Coleman como Joanna Lindsay; profesora de una escuela primaria que vive en Glasgow.[4]
- Ewen Leslie como Alistair Robertson; un australiano que trabaja en Escocia como Spin Doctor (organizador de eventos propagandísticos) para medios de comunicación y prometido de Joanna.
- Asher Keddie como Alexandra Grenville; exesposa de Alistair y madre de Chloe.[4]
- Stella Gonet como Elizabeth Robertson; madre de Alistair.[4]
- Sophie Kennedy como Kirsty; la mejor amiga de Joanna.[4]
- Markella Kavenagh como Chloe Robertson; hija de Alistair y Alexandra.[4]
- Alex Dimitriades como el detective Peter Alexiades; detective de la policía de Melbourne y viejo amigo del colegio de Alistair.[4]
- Shareena Clanton como la detective Lorna Jones; socia del detective Peter Alexaides.[4]
- Shauna Macdonald como la Dra. Wallace; psicóloga de Joanna.[4]
- Kate Dickie como Morven Davis.[4]
- David Elliot como Henry McCallum.[4]

## Episodios
| No. | Episodio   | Dirigido por | Escrito por      | Fecha de emisión original | Televidentes en Reino Unido (millones) |
| --- | ---------- | ------------ | ---------------- | ------------------------- | -------------------------------------- |
| 1 | Episodio 1 | Glendyn Ivin | Jacquelin Perske | 30 de septiembre de 2018  | 7.54                                   |
| Durante la cita con una psicóloga ordenada por la corte, la profesora Joanna Lindsay empieza a hacer un recuento de su vida a través de analepsis definiéndose a sí misma como una complicada madre y pareja. En una de esas retrospecciones, su prometido australiano, Alistair, recibe la noticia de que su exesposa en Australia está preparando una batalla legal para pelear la custodia de su hija adolescente Chloe. Remisamente, Joanna decide viajar con él, trayendo con ellos a su bebé Noah. En el vuelo a Australia, Joanna reacciona agresivamente contra un pasajero cuando éste le reclama que el llanto de su hijo Noah se ha salido de control. Después del aterrizaje, Alistair y Joanna continúan su recorrido en automóvil, haciendo una parada en una tienda para comprar provisiones. Cuando regresan al carro, Noah ha desaparecido misteriosamente. |            |              |                  |                           |                                        |
| 2 | Episodio 2 | Glendyn Ivin | Jacquelin Perske | 7 de octubre de 2018      | 6.52                                   |
| Los detectives Peter Alexiades y Lorna Jones son asignados al caso para liderar la investigación. Tratan la desaparición de Noah como un secuestro infantil extorsivo para pedir un rescate y se enfocan en vigilar los movimientos de Alexandra. Joanna sufre de recurrentes terrores nocturnos y ve en sus pesadillas a un chico en un bosque después de un incendio forestal. Alistair está consciente de que el extraño comportamiento de Joanna volverá al público en su contra y comienza a asesorarla acerca de cómo manejar a los medios de comunicación. Ella ignora los consejos del detective Peter y usa un teléfono móvil para seguir el caso en redes sociales. Alexandra le miente a la policía acerca de sus movimientos, pero admite haber creado una cuenta falsa en Facebook para acosar a Joanna. Es arrestada tras haber encontrado uno de los botines de Noah en su casa. Un testigo afirma haber visto a Alistair y Joanna peleando horas antes de la desaparición de Noah. Un flashback revela que Noah no estaba en el auto cuando Joanna y Alistair se detuvieron a comprar provisiones. |            |              |                  |                           |                                        |
| 3 | Episodio 3 | Glendyn Ivin | Jacquelin Perske | 14 de octubre de 2018     | 6.68                                   |
| En las horas posteriores a su llegada a Australia, Joanna descubre que Noah murió en el asiento trasero del auto tras aparentemente haber sido víctima del síndrome de muerte súbita del lactante. Alistair convence a Joanna de que será acusada de homicidio negligente, delito que según la ley es considerado menos grave que el homicidio doloso. A él se le ocurre un plan para encubrir la muerte de Noah y estaciona el automóvil afuera de la tienda porque sabe que está cerca de la ruta que Alexandra usa para correr. Después toma el cadáver de Noah y lo entierra. Alexandra es liberada y se le retiran todos los cargos. Alistair la confronta y se da a entender que él era violento con ella cuando se casaron. Joanna sigue obsesionada con la cobertura del caso en las redes sociales, pero se da cuenta de que el manejo de los medios por parte de Alistair la está haciendo parecer culpable. Ella concluye que la sacrificará para salvarse a él mismo. Ahora, Joanna está a punto de ser sentenciada, pero no por la muerte de Noah, sino por el asesinato de Alistair. |            |              |                  |                           |                                        |
| 4 | Episodio 4 | Glendyn Ivin | Jacquelin Perske | 21 de octubre de 2018     | 7.35                                   |
| Cuatro meses después de la muerte de Noah, Joanna y Alistair regresan a Escocia, donde luchan por seguir con sus vidas. Joanna recibe un mensaje de un pasajero en el vuelo a Australia, lo que le desencadena un recuerdo: después de llegar a Melbourne, Alistair le suministró medicamentos a Noah sin darse cuenta de que habían sido prescritos para Joanna, causando que Noah muriera por una sobredosis. Al darse cuenta de lo que había sucedido, él dejó que Joanna creyera que ella era la responsable de la muerte de Noah. Joanna comienza a sospechar que Alistair ha estado mintiendo y los dos salen a dar un paseo en auto. Ella acelera imprudentemente, haciéndole perder los estribos y confiesa haber sido el culpable de la muerte de Noah. Joanna suelta el cinturón de seguridad de Alistair y se sale de la carretera deliberadamente, matándolo. Joanna es declarada inocente de su asesinato, pero es una victoria pírrica ya que muchas personas, incluida Chloe, creen que todavía es la responsable de la muerte de Noah. Ella regresa a Australia para estar cerca de sus memorias. El cuerpo de Noah nunca se encuentra. Pero Joanna se entera de que Alistair enterró a Noah debajo del piso de la nueva casa que ella ha comprado. |            |              |                  |                           |                                        |

## Producción
The Cry es una adaptación de la novela del mismo nombre escrita por Helen FitzGerald guionizada para televisión por Jacquelin Perske. La serie fue producida por Synchronicity Films y dirigida por Glendyn Ivin.
La filmación de la serie comenzó en febrero de 2018 teniendo lugar inicialmente en Australia. Posteriormente, la filmación se trasladó a Escocia en abril de 2018. Jenna Coleman, quien Interpreta a Joanna en el papel principal, completó la filmación para la serie en Australia y Glasgow en mayo de 2018, de manera que la producción para la tercera entrega de la serie Victoria pudo comenzar.

## Lanzamiento
The Cry comprende 4 episodios y se estrenó en el Reino Unido por el canal de televisión pública BBC One el 30 de septiembre de 2018. La serie se estrenó en Australia a través del canal de televisión pública ABC el 3 de febrero de 2019. El programa se estrenó por el canal de televisión pública irlandesa RTÉ One en septiembre de 2018.